# Moinho do Papel

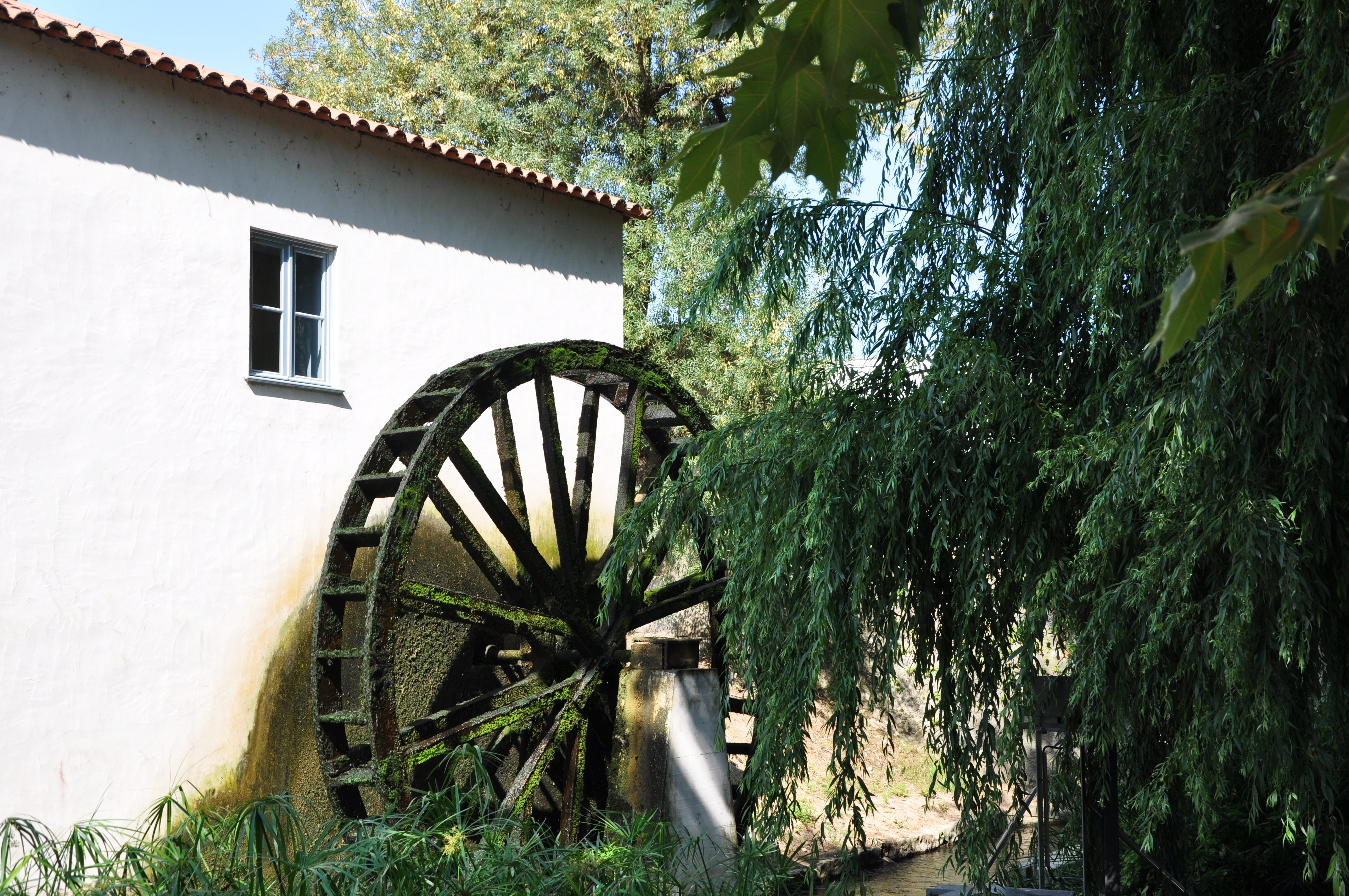
Moinho de Papel, em Leiria

O Moinho do Papel, ou Moinho dos Caniços, é um edifício histórico localizado em Leiria, Portugal. Situa-se na margem esquerda do rio Lis, a leste da Igreja de Santo Agostinho e junto à ponte dos Caniços. O antigo moinho data da época medieval e foi criado especificamente para a produção de papel. Atualmente foi convertido no Museu do Papel.

## História
Sabe-se que, ao longo da Idade Média, Leiria possuiu vários moinhos em seus arredores dedicados à moagem de cereais que tiveram grande significado para a economia da cidade. O moinho dedicado à manufatura de papel foi instalado em Leiria a partir de 1411, de acordo com uma Carta Régia de D. João I na qual ele permitia a D. Gonçalo Lourenço de Gomide, escrivão do rei, que "… em dois assentamentos velhos que em outro tempo foram moinhos que estão no termo e na ribeira da nossa vila de Leiria … junto à ponte dos caniços…" se instalassem "…engenhos de fazer ferro, serrar madeira, pisar burel e fazer papel ou outras coisas que se façam com o artifício da água… contando que não sejam moinhos de pão".
É o primeiro moinho de papel conhecido em Portugal e a primeira fábrica da cidade, no qual se fabricaram as primeiras folhas a base de celulose. A existência de um moinho de papel na cidade terá influenciado o fato de Leiria ter sido uma das primeiras cidades portuguesas a ter uma tipografia, da qual sairia em 1496 um dos primeiros livros impressos do país, o Almanach perpetuum, do erudito hebraico Abraão Zacuto.
Estudos recentes apontam que o moinho de papel foi construído sobre uma estrutura preexistente, possivelmente do século XIII, primeiramente dedicado à moagem de cereais. No século XVI o moinho passou a ser parte dos bens do Convento de Santo Agostinho de Leiria e serviu para abastecimento de água do convento e do Antigo Quartel Militar. Ao longo do século XX o moinho retornou à moagem de cereais. O espaço também já funcionou como lagar de azeite.

## Museu do Papel
Seis séculos depois, o espaço sofreu obras de requalificação e em 2009 foi inaugurado um espaço museológico dedicado às atividades aí realizadas (produção de papel, farinha e azeite), sob projeto do arquiteto Siza Vieira. O centro dedica-se principalmente à realização de ateliers dirigidos a idosos, crianças e grupos escolares.